# Dremel

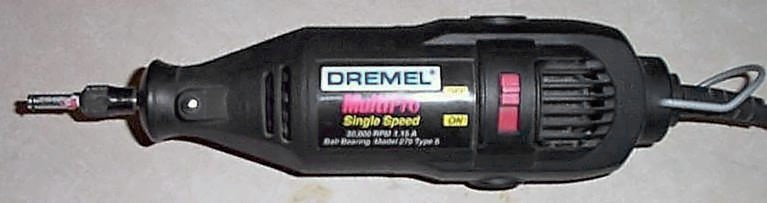
Dremel MultiPro a velocità singola

Dremel è un marchio statunitense di elettroutensili. Gli utensili rotativi Dremel sono simili agli utensili professionali utilizzati nell'industria meccanica ma con dimensioni ridotte.
Gli utensili furono sviluppati originariamente da Albert J. Dremel, che fondò la Dremel Company nel 1932 a Racine (Wisconsin). Nel 1993, l'azienda fu comprata dalla tedesca Robert Bosch GmbH, e oggi è una divisione della Robert Bosch Tool Corporation di Mount Prospect (Illinois). Dremel in Europe, Middle East e Africa è gestita dalla Dremel Europe di Breda, Paesi Bassi.

## Utensili rotativi

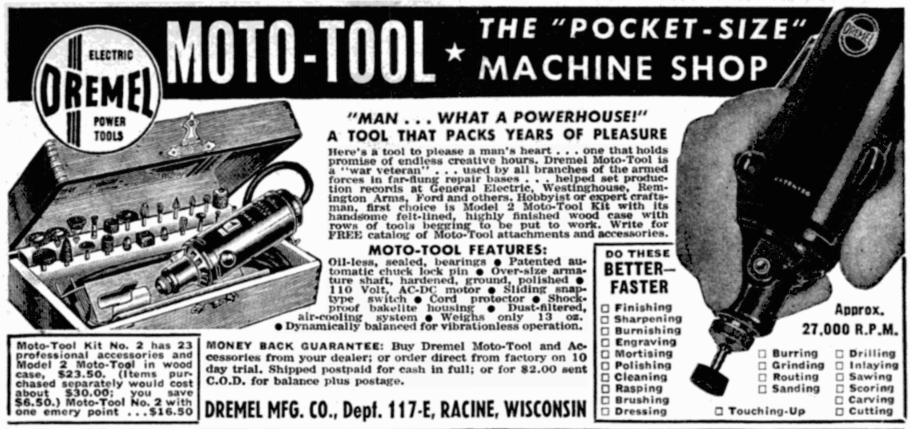
Pubblicità del 1947 Dremel Moto-Tool

Il concetto Dremel Moto-Tool fu quello di far ruotare un utensile piccolo ad alta velocità; il mini utensile era trattenuto in un mandrino. La velocità variabile può andare da 3.000–37.000 RPM. Il concetto Dremel è opposto a quello di elettroutensili più grandi che hanno velocità minori ma coppia più elevata. Con l'inserto appropriato l'utensile può forare, rettificare, affilare, tagliare, pulire, lucidare, levigare, fresare, intagliare, e incidere. Sono disponibili sia elettroutensili a rete elettrica che a batteria; i primi a batteria si chiamavano Dremel Freewheeler. Opzionali Dremel includono piallatrici e seghetti alternativi.
Altri utensili sono cordless pumpkin carving, cordless pet nail grooming tool e cordless golf cleaning tool.

## Dremel Moto-Tool
Il Dremel Moto-Tool è un utensile multifunzione estremamente versatile utilizzato in vari ambiti, tra cui il fai-da-te e la lavorazione professionale. Grazie a una vasta gamma di accessori come frese, dischi da taglio, spazzole rotanti, lime, punte da trapano e set di smerigliatura, il Dremel permette di lavorare su una varietà di materiali. La regolazione della velocità di rotazione, disponibile nei modelli più recenti, consente di adattare l'utensile alle esigenze specifiche di ciascun materiale, garantendo una maggiore precisione. Inoltre, alcuni modelli avanzati riducono vibrazioni e rumore per aumentare il comfort durante l'uso prolungato. Tra i materiali che possono essere lavorati con il Dremel vi sono il legno, il metallo, la plastica, il vetro, la ceramica, la pietra, il marmo, la pelle, la gomma e la fibra di carbonio. Per ciascuno di essi esistono accessori specifici, come punte diamantate per vetro e ceramica o dischi più spessi per metalli duri. L'uso di accessori come il tubo flessibile consente anche una maggiore libertà di movimento, mentre il controllo della velocità di rotazione è essenziale per evitare danni ai materiali più delicati. Il Dremel è particolarmente apprezzato per la sua capacità di eseguire lavori di dettaglio e precisione, come incisioni, modellature, rifiniture e lucidature su vari tipi di superficie.

## Altri utensili
Dremel produce pistole per colla a caldo, scroll saws, contour sanders, versatip e avvitatori.
Dremel è stato uno dei costruttori ad aver prodotto un elettroutensile oscillante nel 2008 dopo il brevetto Fein Multimaster. Il prodotto Dremel di tale sistema è il Multi-Max.